# Czesław Lech

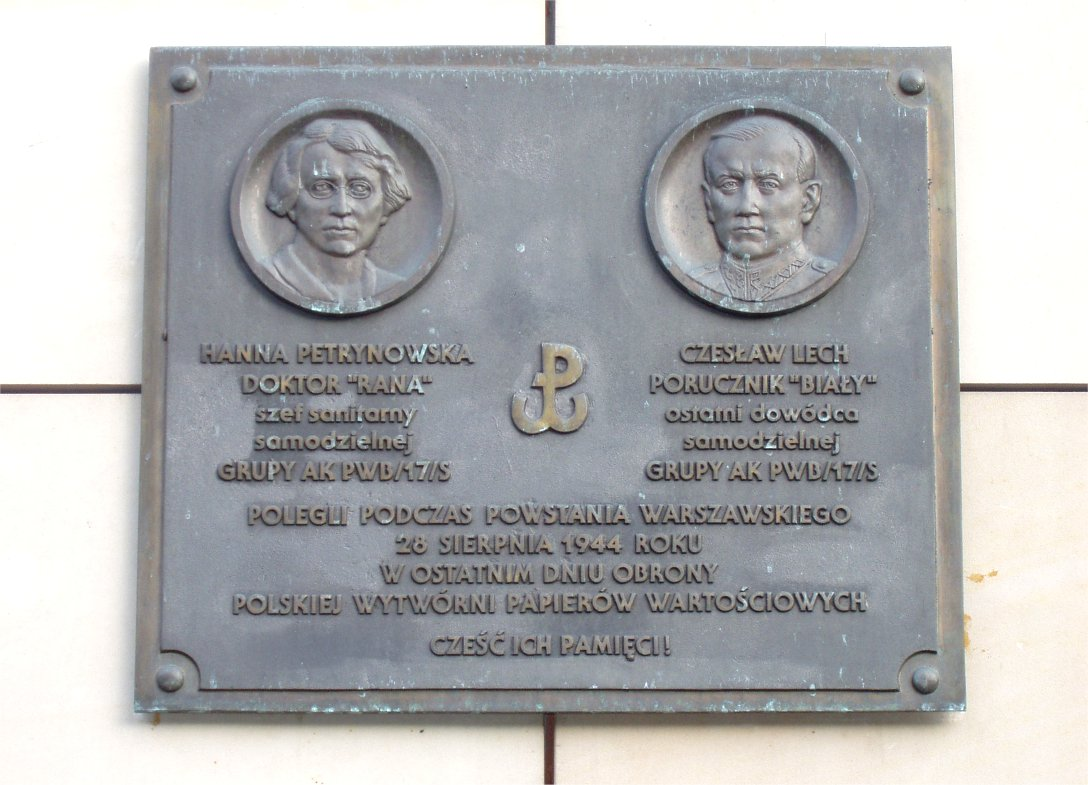
Tablica na ścianie gmachu PWPW

Czesław Lech ps. „Biały” (ur. 24 kwietnia 1904 w Turzy Małej na Mazowszu, zm. 28 sierpnia 1944 w Warszawie) – porucznik, w powstaniu warszawskim dowódca samodzielnej Grupy Armii Krajowej PWB/17/S.

## Życiorys
Syn Stanisława. 2 sierpnia 1944 uczestniczył w zdobywaniu gmachu Polskiej Wytwórni Papierów Wartościowych przy ul. Sanguszki 1. Przez 27 dni walczył w jego obronie. Zginął 28. dnia powstania warszawskiego podczas osłony ewakuacji oddziałów powstańczych z budynku PWPW. Pochowany na cmentarzu Powązki Wojskowe w Warszawie (kwatera A25-8-6/7).

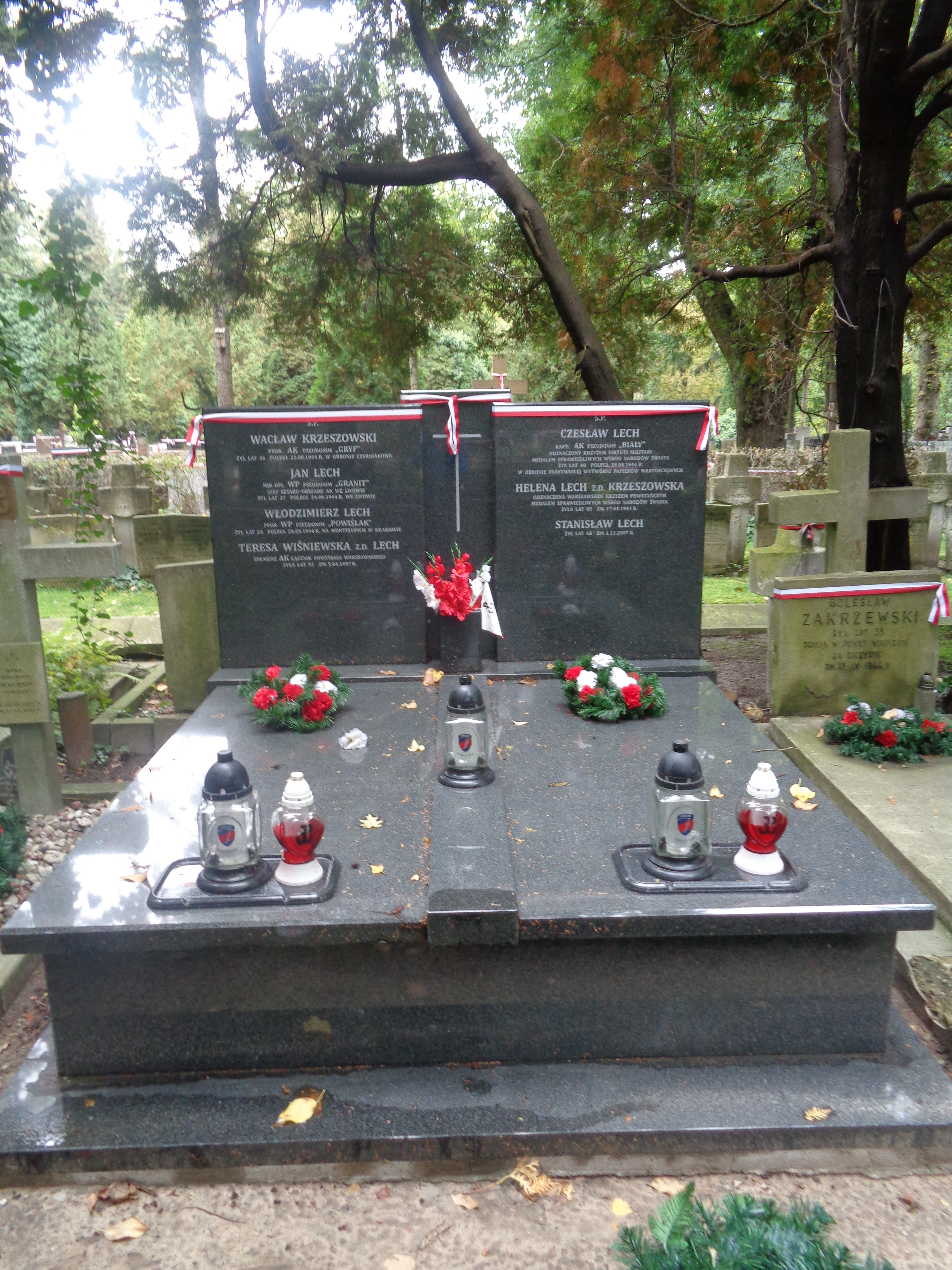
Grób Czesława Lecha na Cmentarzu Wojskowym na Powązkach

Odznaczony Krzyżem Walecznych. 27 lipca 1995 został pośmiertnie odznaczony tytułem Sprawiedliwy wśród Narodów Świata (jego żona, Helena, 13 października 1988).